# Kikukawa (métro de Tokyo)
Kikukawa (菊川駅, Kikukawa-eki) est une station du métro de Tokyo sur la ligne Shinjuku dans l'arrondissement de Sumida à Tokyo. Elle est exploitée par le Bureau des Transports de la Métropole de Tokyo (Toei).

## Situation sur le réseau
La station Kikukawa est située au point kilométrique (PK) 10,3 de la ligne Shinjuku.

## Histoire
La station a été inaugurée le 21 décembre 1978.

## Services aux voyageurs

### Accès et accueil
La station est ouverte tous les jours.
En moyenne, 23 734 voyageurs ont fréquenté quotidiennement la station en 2015.

### Desserte
- Ligne Shinjuku :
  - voie 1 : direction Shinjuku (interconnexion avec la ligne nouvelle Keiō pour Hashimoto et Takaosanguchi)
  - voie 2 : direction Motoyawata

Installations de la station
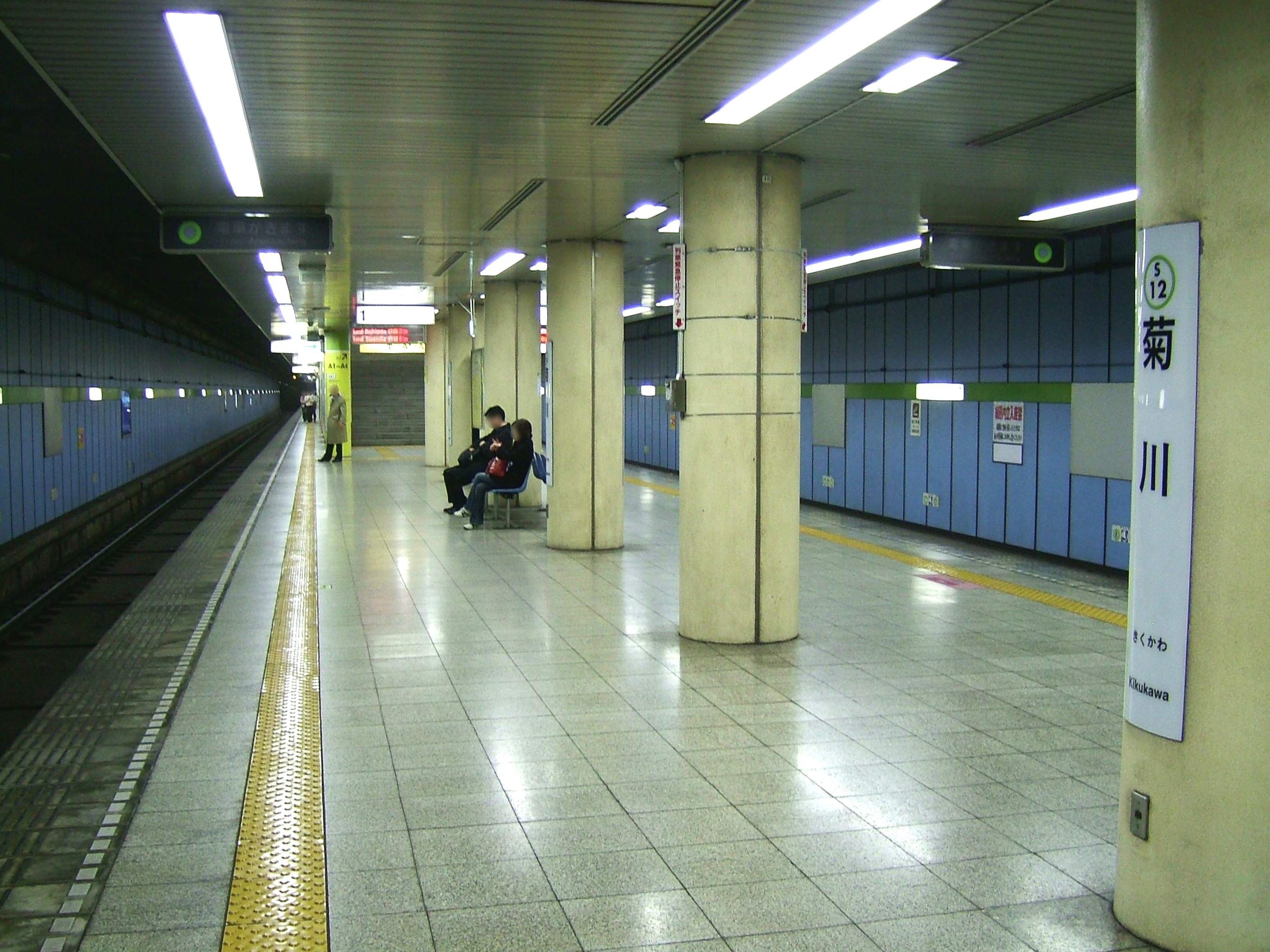
Quais de la station
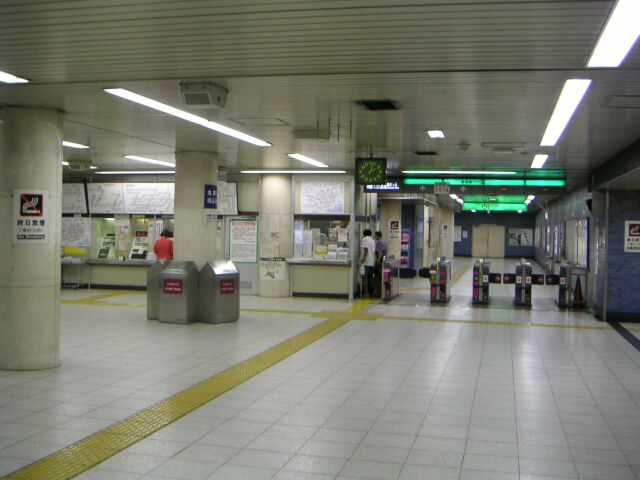
Ligne de contrôle